# Falsidactus
Falsidactus is een kevergeslacht uit de familie van de boktorren (Cerambycidae). De wetenschappelijke naam van het geslacht werd voor het eerst geldig gepubliceerd in 1938 door Breuning.

## Soorten
Falsidactus omvat de volgende soorten:
- Falsidactus kivuensis Breuning, 1958
- Falsidactus lateriplagiatus Breuning & de Jong, 1941
- Falsidactus parabettoni (Breuning, 1970)
- Falsidactus vittatus (Hintz, 1910)